# سوپ کاهو

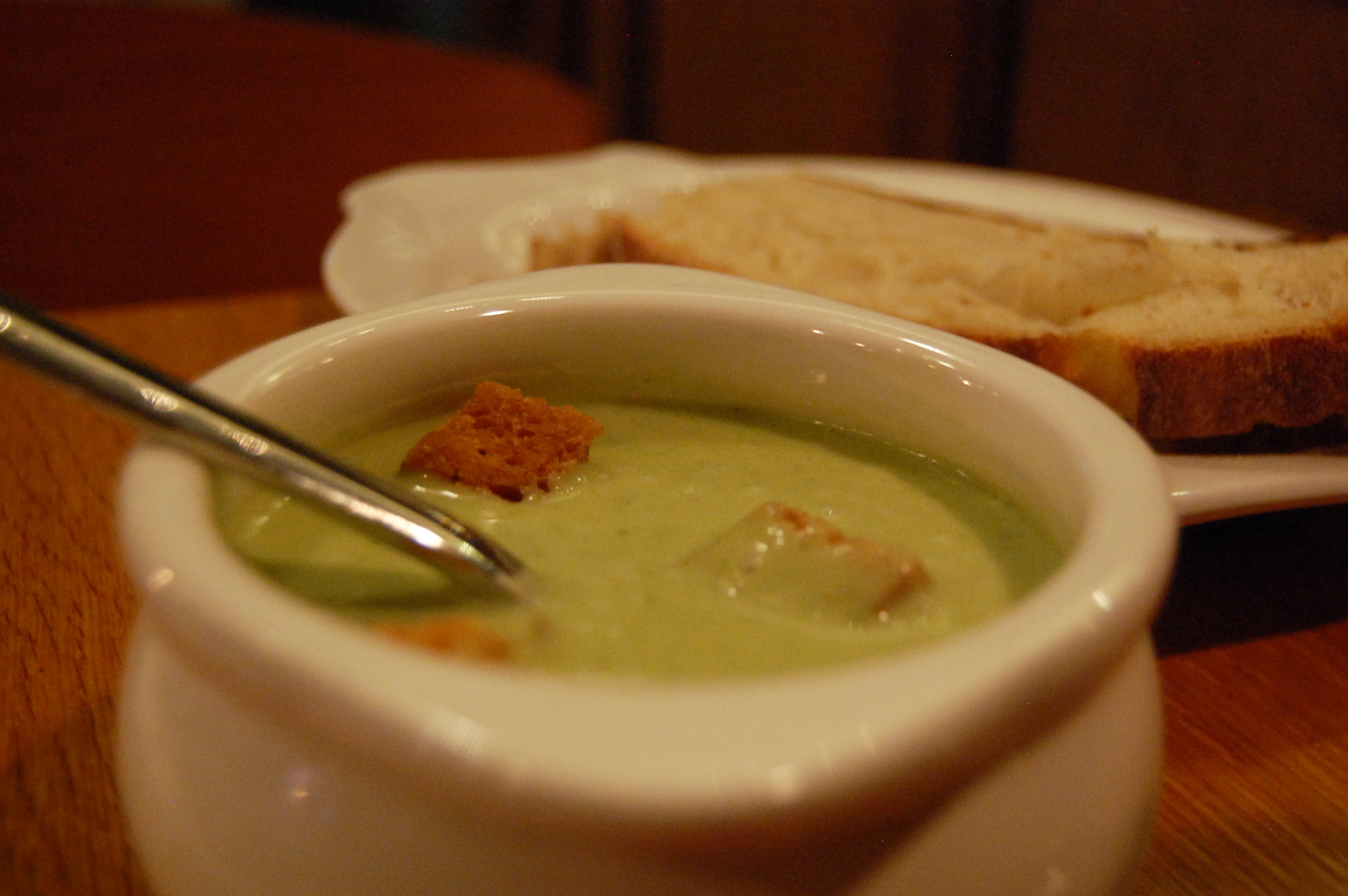
سوپ با کاهوی کله روغنی و کروتان

سوپ کاهو سوپی است که کاهو از اجزای اولیه تشکیل‌دهندهٔ آن است. آن را می‌توان با انواع کاهوها و مواد دیگر درست کرد؛ و در بعضی از انواع آن هم چندین نوع کاهو ریخته می‌شود. این سوپ بخشی از آشپزی فرانسوی و آشپزی چینی است. سوپ کاهوی خامه‌ای نوعی سوپ کاهو است که بااستفاده از شیر یا کرم تهیه می‌شود. سوپ ممکن است به عنوان یک غذای فرعی با نان تست یا رول یا سوپی با نان ریخته شده روی آن سرو شود. این سوپ ممکن است به عنوان پیش‌غذا، غذای فرعی یا اصلی و به صورت گرم یا سرد سرو شود.